# Пра ди Левада (Венеција)
Пра ди Левада је насеље у Италији у округу Венеција, региону Венето.
Према процени из 2011. у насељу је живело 70 становника. Насеље се налази на надморској висини од 0 м.